# 有明西ふ頭公園
有明西ふ頭公園（ありあけにしふとうこうえん）は、東京都江東区有明三丁目にある都立の海上公園（ふ頭公園）である。東京都港湾局所管。

## 概要
有明客船ターミナルを挟んで水の広場公園と隣接。お台場方面の景色を眺めることができる。
都内有数のやまびこスポットでもあり、対岸（フェリーふ頭）にある建物へ大きな声を出すと声が返ってくる。
陸側と海側でかなり雰囲気が違う。陸側は緑に囲まれ、ツタがからむ西洋風のアーチが続いている。春にはお花見も楽しめる。
海側は釣りが出来、園路には石柱群のオブジェと石でできた椅子がある。また、霧の噴水広場があり、霧状の噴水が創り出す幻想的な雰囲気を楽しめ、夏場は清涼感を楽しめる。霧の噴水の運転時間は9時から15分間隔で5分間。
通年入園自由、無料。男女別型トイレ・ベンチ有り。飲料自動販売機・専用駐車場・子供用遊具無し。夜間でも明るめ。釣り可。

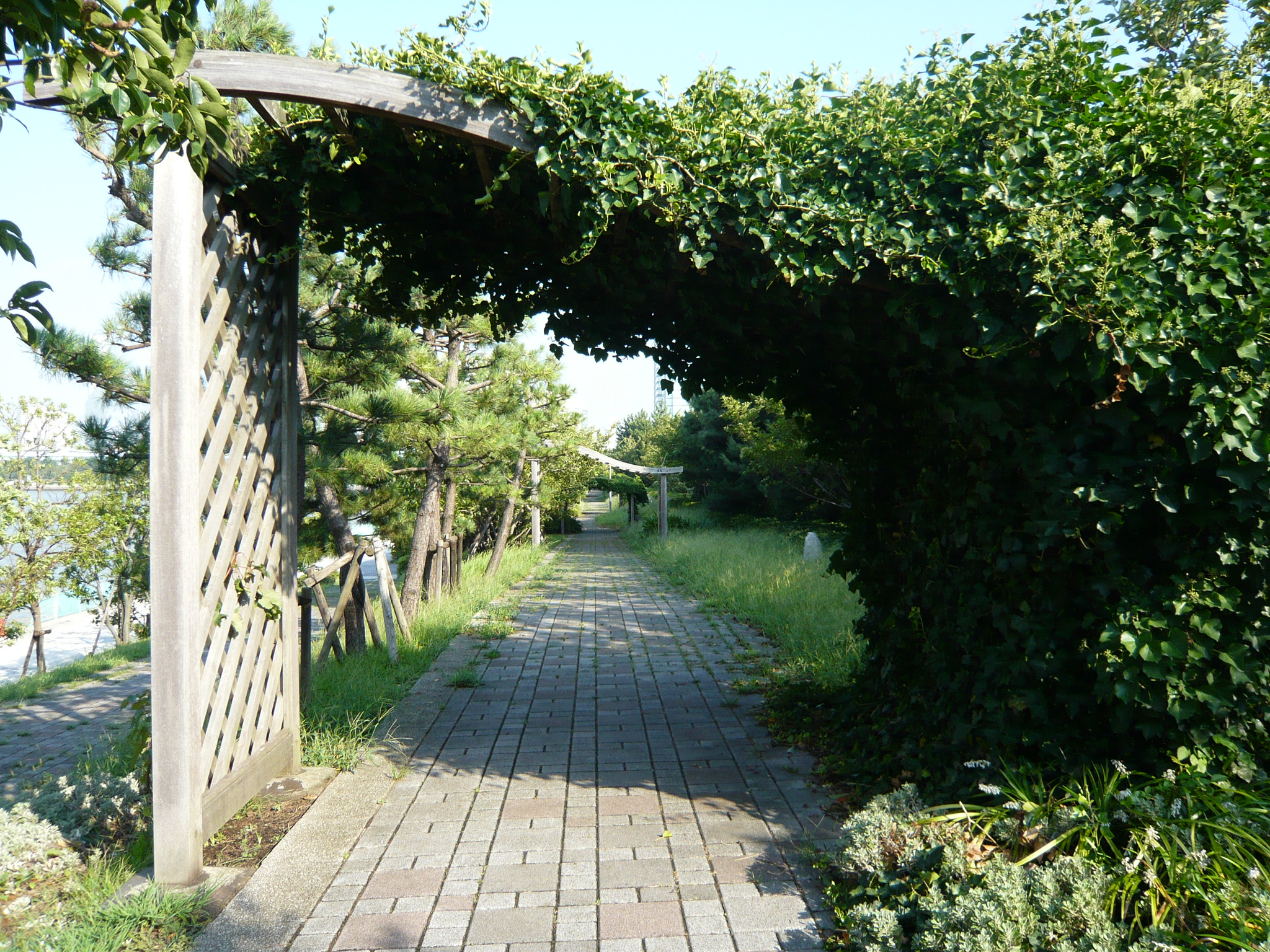
陸側のアーチ
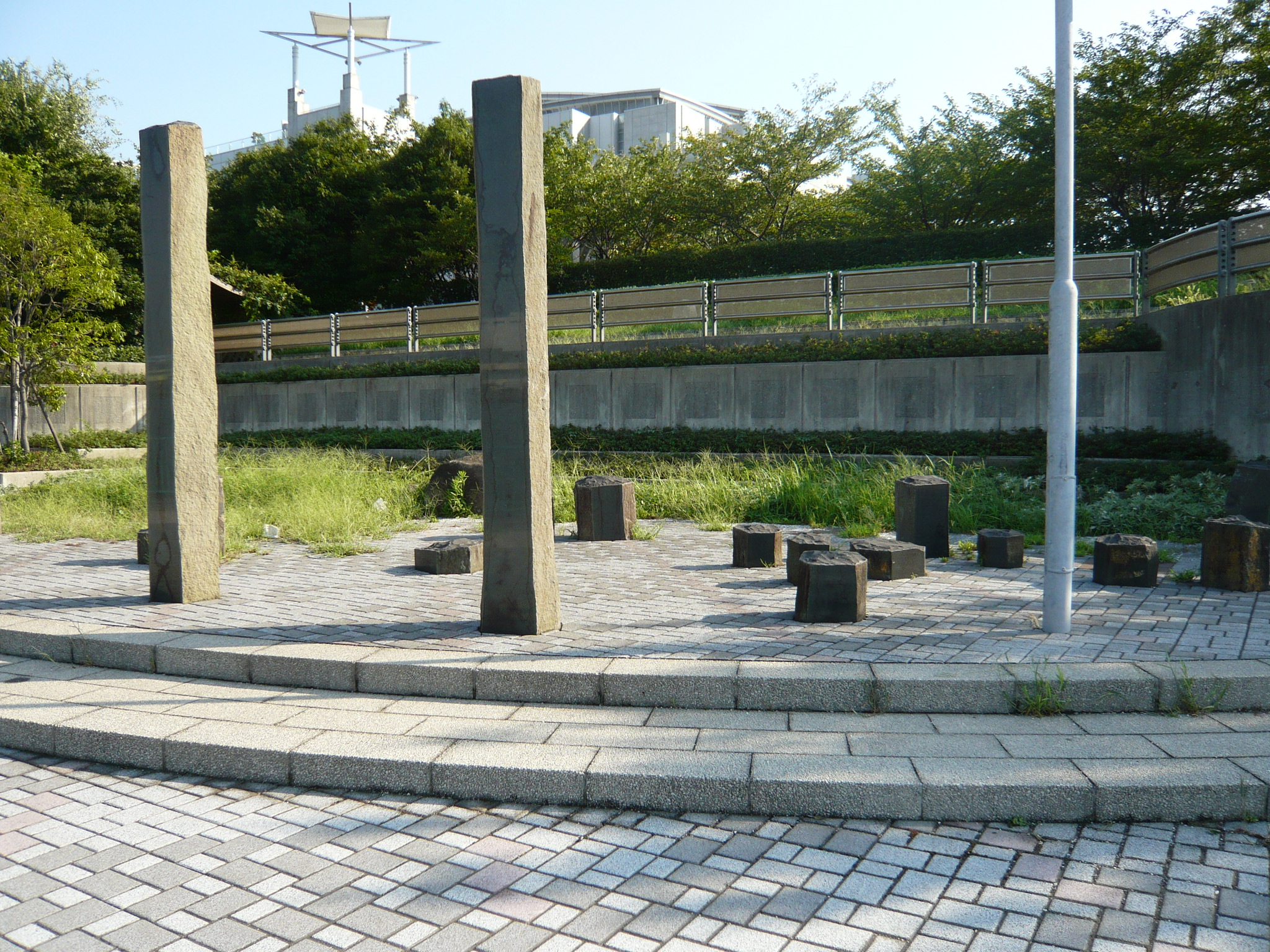
霧の噴水広場

## アクセス
鉄道
- ゆりかもめ東京ビッグサイト駅から徒歩5分。

バス
「東京ビッグサイト」バス停（徒歩5分）
- 都営バス
  - 都05系統
  - 東16系統
  - 門19系統

「東京ビッグサイト駅前」バス停（徒歩5分）
- 都営バス
  - 急行05系統（土休日のみ）
  - 急行06系統（土休日のみ）

水上バス
- 東京都観光汽船・東京水辺ライン「有明（有明客船ターミナル、東京ビッグサイト）」で下船、徒歩0分。

## 周辺施設
- 東京国際展示場
- 水の広場公園
- シンボルプロムナード公園